# Timandra (mythologie)
Pour les articles homonymes, voir Timandra (homonymie).
Timandra est une fille de Tyndare, roi de Sparte et de Léda.